# Estadio de Priene
El Estadio de Priene fue un antiguo estadio griego en Priene en Asia Occidental, en la actual Turquía.

## Historia
Se construyó en el período helenístico en torno a 130-120 a. C. Sin embargo, es posible que existiera un predecesor anterior en el lugar. Fue renovado posteriormente durante el período romano.

## Edificio
Estaba situado en la parte sur de la ciudad baja de Priene, justo dentro de las murallas de la ciudad, inmediatamente al este de la Gimnasio inferior. Era un estadio griego típico, abierto por un extremo y orientado hacia el oeste. Sin embargo, la pista de atletismo no tenía la típica forma de U, sino que era rectangular en ambos extremos. La pista de atletismo este-oeste medía unos 191 m de largo y unos 20 m de ancho. En el extremo occidental de la pista había una estructura de puertas de salida, pero se desconocen los detalles de su funcionamiento. Las puertas de salida estaban equipadas con  pilastras estilo corintio. Durante la época romana, se construyó una puerta de entrada más grande en el extremo occidental, que conectaba el estadio con el gimnasio.
Debido a lo empinado de la ladera, la tribuna sólo tenía filas de bancos pavimentados en la parte superior, en la parte central del lado norte. La parte occidental de la tribuna tenía una escalera de 3,5 m de ancho que conducía a una plataforma del tamaño de un estadio en la parte superior. Detrás, en el lado norte del estadio, había una columnata de la longitud del estadio y unos 7,8 m de profundidad.